# Yannick Thoelen
Yannick Thoelen (Tessenderlo, 18. srpnja 1990.) belgijski je nogometni vratar koji trenutačno nastupa za Antwerp.

## Vanjske poveznice
- Profil na Transfermarktu
- Profil na Soccerwayu